# Södra Färdsjön
Södra Färdsjön är en sjö i Malung-Sälens kommun i Dalarna och ingår i Dalälvens huvudavrinningsområde. Sjön har en area på 0,0593 kvadratkilometer och ligger 454,3 meter över havet. Sjön avvattnas av vattendraget Färdsjövallen.

## Delavrinningsområde
Södra Färdsjön ingår i det delavrinningsområde (679500-135625) som SMHI kallar för Ovan 679786-135514. Medelhöjden är 526 meter över havet och ytan är 12,32 kvadratkilometer. Det finns inga avrinningsområden uppströms utan avrinningsområdet är högsta punkten. Färdsjövallen som avvattnar avrinningsområdet har biflödesordning 3, vilket innebär att vattnet flödar genom totalt 3 vattendrag innan det når havet efter 475 kilometer. Avrinningsområdet består mestadels av skog (81 procent) och sankmarker (12 procent). Avrinningsområdet har 0,18 kvadratkilometer vattenytor vilket ger det en sjöprocent på 1,5 procent.